# Erik Quintela
Erik Quintela Salvador (Lugo, 17 agosto 1991) è un cestista spagnolo.

## Biografia
È il fratello maggiore di Sergi Quintela, anch'egli cestista.

## Palmarès
- Liga LEB Oro: 1

Breogán: 2020-2021
- Copa Princesa de Asturias: 1

Breogán: 2021